# Fiat 132
Fiat 132 a fost un vehicul familial de dimensiuni mari, asamblat de producătorul italian Fiat între 1972 și 1981. O variantă modernizată a modelului 132, cunoscută sub denumirea de Argenta, a fost fabricată în intervalul 1981-1985.

## Fiat 132 (1972–1974)

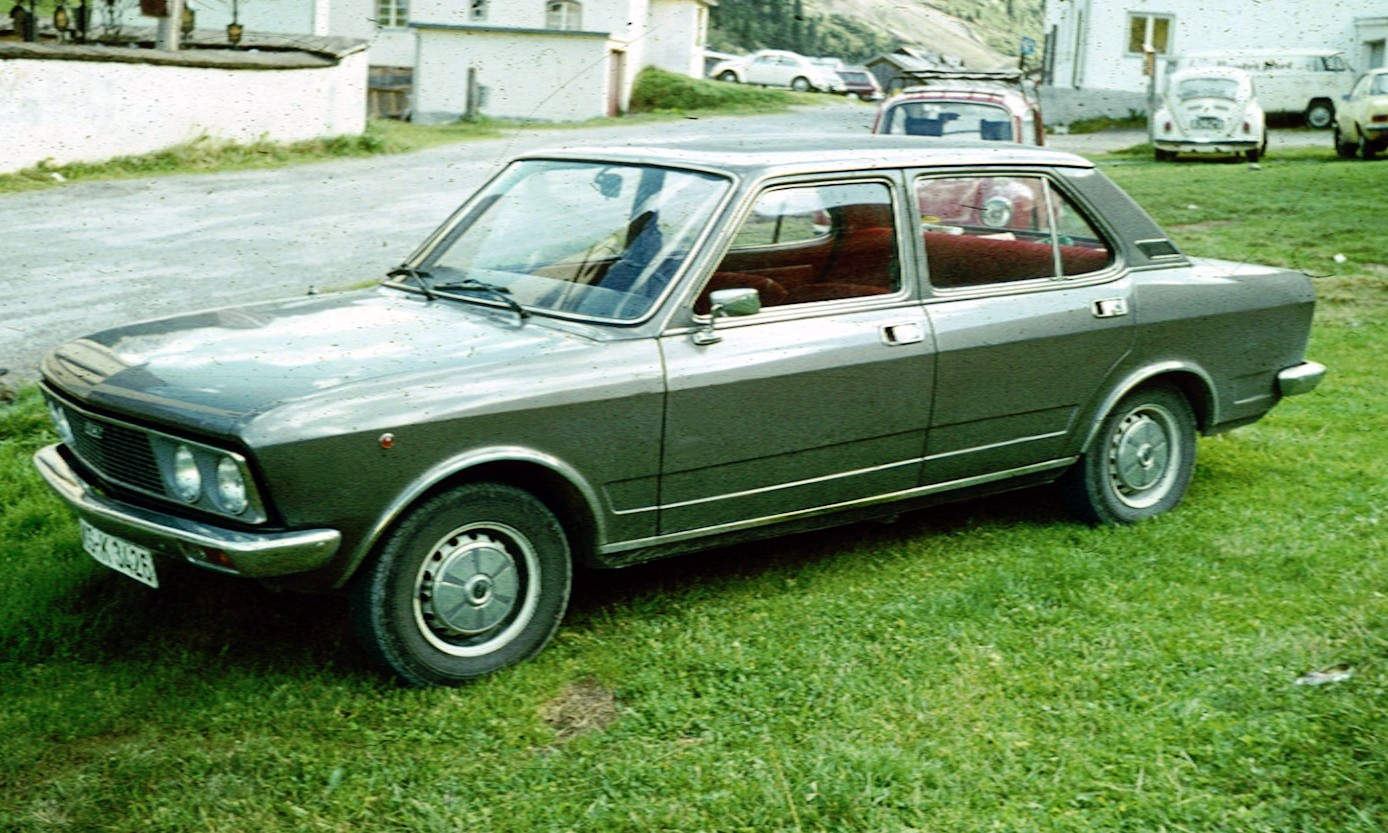
Fiat 132 (1972–1974)

Modelul 132 a fost introdus ca succesor al Fiat 125 și, la fel ca acesta, era echipat standard cu motoare cu două arbori cu came suprapus (DOHC). Totuși, Fiat 132 semăna mai mult cu modelul premium Fiat 130.
La fel ca 125, Fiat 132 era prevăzut cu o cutie de viteze manuală în cinci trepte, care era opțională pe unele piețe și standard pe altele, o caracteristică încă relativ rară în această clasă de autoturisme în 1977. Transmisia automată GM Strasbourg era, de asemenea, disponibilă ca opțiune.
Prima generație a modelului 132 era disponibilă în două variante: „standard” (cu motorizarea de 1,6 litri) și „specială” (cu motorizările de 1,6 sau 1,8 litri).

## Fiat 132 (1974–1977)
O actualizare majoră a suspensiei față a fost implementată în ianuarie 1974, ca răspuns la criticile referitoare la manevrabilitate și direcția foarte greu de manevrat. Comentatorii din presă au salutat îmbunătățirea manevrabilității, sprijinită și de montarea unor anvelope mai late, deși consumul ridicat de combustibil la viteze mari continua să fie criticat, chiar și acolo unde era prevăzută opțiunea de transmisie în cinci trepte, neobișnuită la acel moment.
În același timp, un redesign exterior a creat impresia unei linii a geamurilor mai joase datorită ferestrelor laterale mai mari. Redesignul a inclus, de asemenea, o grilă frontală nouă, stopuri spate reproiectate și un montant C redesenat, acesta ultim având o formă similară cu „Hofmeister kink” de la BMW și amintea unora de BMW Seria 5, lansată cu doi ani înainte.
Pentru confortul șoferului, noi amortizoare au însoțit îmbunătățirile suspensiei. Motorul de 1600 cm³ a rămas neschimbat, în timp ce motorul de 1800 cm³ a beneficiat de modificări la chiulasă și carburator, rezultând o ușoară creștere a puterii declarate la 107 CP (80 kW), precum și în o curbă de cuplu mai bine echilibrată. Îmbunătățirile interioare au inclus un volan redesenat și comenzi îmbunătățite pentru sistemul de încălzire și ventilație.
A doua serie a modelului 132 era disponibilă în versiunile GL (doar motor 1600) și GLS (motoare 1600 sau 1800).

## Fiat 132 (1977–1981)

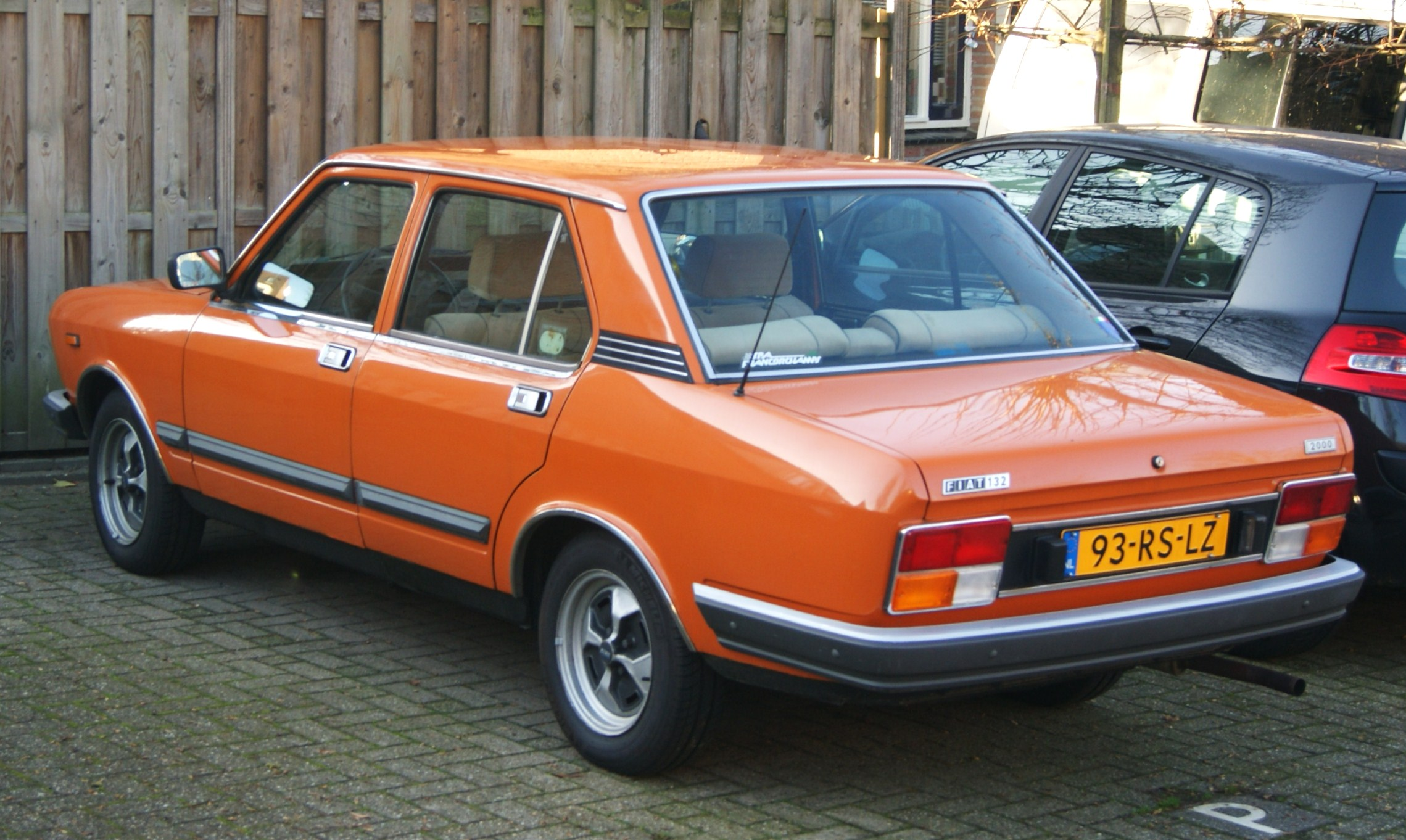
Fiat 132 (1978)

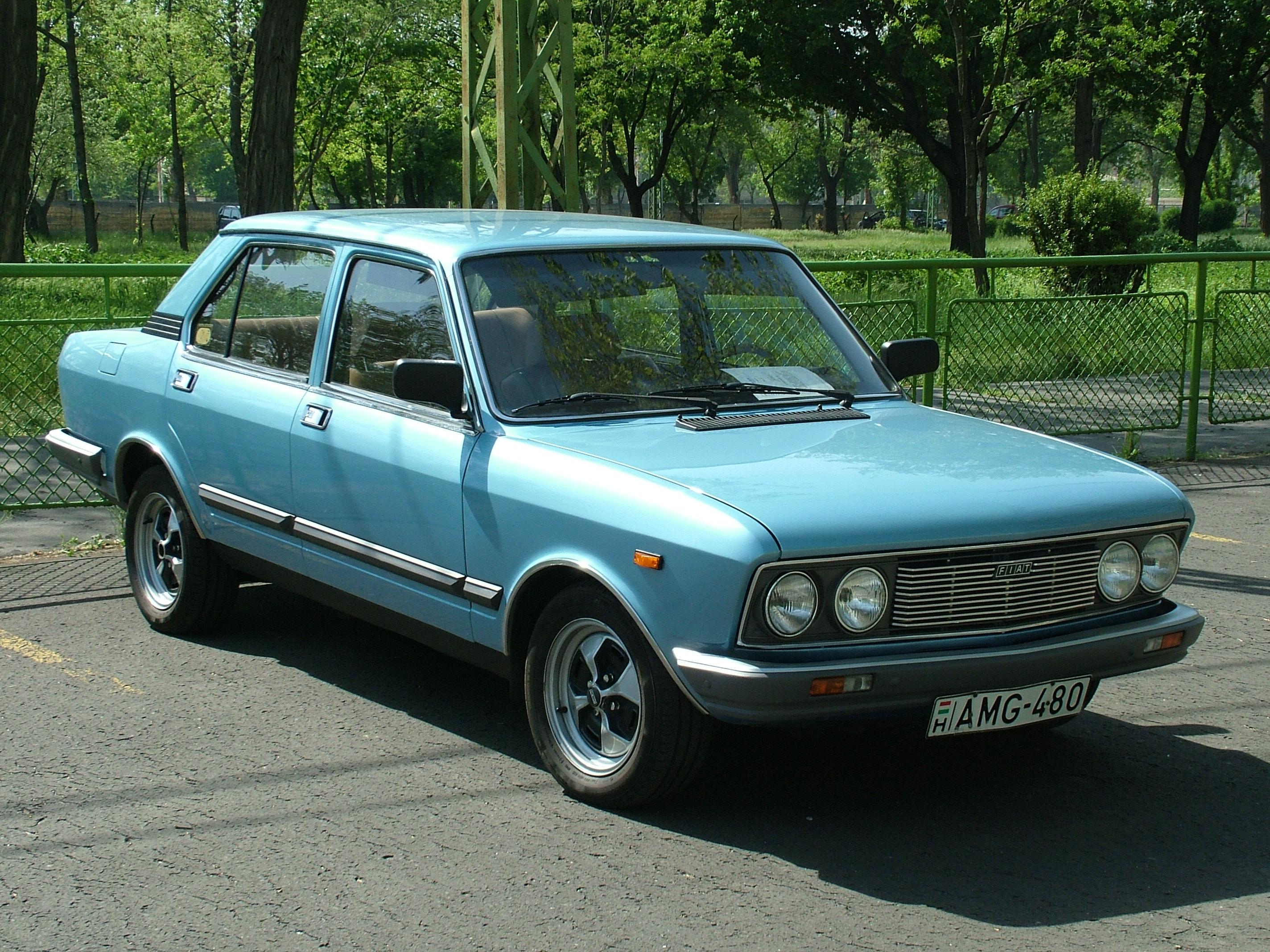
Fiat 132 (1980)

În aprilie 1977, Fiat 132 a beneficiat de un nou facelift. Modelul a fost echipat cu bare de protecție din plastic pentru siguranță și benzi laterale largi din cauciuc pentru protecția caroseriei. Raportul direcției a fost optimizat prin introducerea servoasistenței. Interiorul a fost modernizat printr-un nou panou de bord și tapițerii pentru scaune. După oprirea producției modelului 130, Fiat 132 a devenit nava-amiral a gamei Fiat.
Cea de-a treia serie a modelului 132 a fost disponibilă într-o singură versiune unificată, în care unele echipamente standard ale versiunii cu motorul de 2 litri (2000 cm³) erau oferite ca opțiuni pentru versiunea cu motorul de 1,6 litri (1600 cm³). O caracteristică inovatoare a acestei ediții au fost parasolarele acrilice, care puteau fi extinse din plafon atât în față, cât și lateral simultan.

## Motoare
Fiat 132 a fost disponibil cu următoarele motorizări:
Motorizări pe benzină:
- 1.6 litri (1592 cm³): 98 CP (73 kW) la 6.000 rpm, 13,2 kg·m (131 N·m) la 4.000 rpm (1972–1977)
- 1.6 litri (1585 cm³): 98 CP (73 kW) la 5.600 rpm, 13,4 kg·m (131 N·m) la 4.000 rpm (din 1977)
- 1.8 litri (1756 cm³):
  - 105 CP (78 kW) la 5.600 rpm, 14,4 kg·m (141 N·m) la 4.200 rpm (1972–1974)
  - 107 CP (80 kW) la 6.000 rpm, 14,4 kg·m (141 N·m) la 4.000 rpm (1974–1976)
  - 111 CP (83 kW) la 5.600 rpm, 15,1 kg·m (148 N·m) la 3.400 rpm (1976–1977)
- 2.0 litri (1995 cm³):
  - 112 CP (84 kW) la 5.600 rpm, 16,1 kg·m (158 N·m) la 3.000 rpm (din 1977)
  - Injecție: 122 CP (91 kW) la 5.300 rpm, 17,5 kg·m (172 N·m) la 3.500 rpm (din 1979)

Motorizări pe motorină:
- 2.0 litri (1995 cm³): 60 CP (45 kW) la 4.400 rpm, 11,5 kg·m (113 N·m) la 2.400 rpm (din 1978)
- 2.5 litri (2445 cm³)**: 72 CP (54 kW) la 4.200 rpm, 15,0 kg·m (150 N·m) la 2.400 rpm (din 1978)

## Asamblare în străinătate
Comparativ cu predecesorul său, 125, modelul 132 a avut o producție limitată în afara Italiei. Mașina a fost fabricată în Spania de SEAT, versiunea fiind comercializată între 1973 și 1982. De asemenea, a fost asamblată în Africa de Sud, la uzina Rosslyn, de către asamblatorii locali ai Fiat. După actualizarea din 1977, 132 a fost redenumit „Elita” în Africa de Sud, fiind asamblat de concurenții de la Alfa Romeo South Africa din cauza capacității insuficiente a uzinei Fiat.
În Iugoslavia, 132 a fost asamblat de Zastava în Zagreb. Mașinile soseau aproape complet fabricate, iar în Iugoslavia erau adăugate elemente precum roțile, bateria și o placă ce confirma asamblarea locală (sub numele „Zastava 132”). Nu existau diferențe semnificative față de modelul fabricat în Italia. Asamblarea a durat între 1974 și 1983, producția anuală fiind de aproximativ 2.000–3.000 de unități, cu un total de 13.025 unități fabricate. Modelul 132 era popular printre directori și oficiali, fiind succedat în gama Zastava de Fiat Argenta.
În Polonia, modelul 132 a fost oferit din 1973 sub numele de Polski Fiat 132p. Mașina era descrisă ca fiind „asamblată de FSO”, deși, în realitate, vehiculele erau livrate din Italia aproape complet fabricate. FSO realiza doar asamblarea finală, montând componente minore precum ștergătoarele, bateriile, scaunele, roțile și emblemele. Polski Fiat 132p era favorit printre oficialii de rang înalt și serviciile de securitate (Służba Bezpieczeństwa). Pentru piața internă, mașina era disponibilă doar pentru valută forte în magazinele Pewex. Până în 1981, au fost asamblate 4.461 de unități.
Kia a fabricat 4.759 de unități ale modelului 132 din kituri CKD în Coreea de Sud, începând din 1979.